# Mačkovec pri Dvoru
Mačkovec pri Dvoru je naselje v Občini Žužemberk.